# 天主教鄧凱爾德教區
天主教鄧凱爾德教區（拉丁語：Dioecesis Dunkeldensis）是英國蘇格蘭一個羅馬天主教教區，屬天主教聖安德魯斯暨愛丁堡總教區。
2011年，有43,800名教友，估轄區總人口10.7%，有36個堂區、42名司鐸、9名終身執事、16名修士、26名修女。現任主教為味噌爵·洛根。
1878年升為教區，並把座堂由鄧凱爾德遷至鄧迪。